# کنگره جامعه دموکراتیک
کنگرهٔ جامعهٔ دموکراتیک (به ترکی: Demokratik Toplum Kongresi، به کردی: Kongreya Civaka Demokratik) یک سازمان غیر دولتی طرفدار حقوق کردهاست که به حل مسئلۀ کرد در ترکیه در چارچوب دموکراسی و سازماندهی مدنی تأسیس شده‌است. این کنگره اجرای کنفدرالیسم دموکراتیک در سیاست ترکیه را دنبال می‌کند. کنگرهٔ مؤسس کنگرهٔ جامعهٔ دموکراتیک در روزهای ۲۶ تا ۲۹ اکتبر ۲۰۰۷ برگزار شد و تأسیس این کنگره را اعلام کرد.
کنگرۀ جامعه دمکراتیک طی نشستی در روزهای ۲۶ تا ۲۸ اکتبر سال ۲۰۰۷ در دیاربکر تأسیس شد. کنگره جامعۀ دمکراتیک در آن زمان فعالیت و مبارزۀ خود را در ۲۵ شهر ترکیه آغاز کرد و نزدیک به ۸۰۰ سازمان و نهاد مدنی به آن پیوستند. کنگرۀ جامعه دمکراتیک در مجموع از ۸۵۰ نمایندگی و سازمان، ۱۰۱ عضو مجلس دائمی، ۲۱ عضو هیات سیاست‌گذاری، ۵ عضو هیات ریاست، ۳ سخنگو و ریاست مشترک تشکیل شده‌است. ذیل این سازماندهی ۱۴ کمیسیون تعریف شده که فعالیت‌ها را در بخش‌های مختلف پیگیری و هدایت می‌کنند.

## رؤسای مشترک
| رؤسای مشترک | رؤسای مشترک   | دوره      |
| ----------- | ------------- | --------- |
| یوکسل گنچ   | خطیب دجله     | ۲۰۰۷-۲۰۱۰ |
| آیسل توغلوک | احمد ترک      | ۲۰۱۰-۲۰۱۴ |
| سلما ایرماک | خطیب دجله     | ۲۰۱۴-۲۰۱۶ |
| لیلا گوون   | خطیب دجله     | ۲۰۱۶-۲۰۱۷ |
| لیلا گوون   | بردان اوزتورک | ۲۰۱۷-     |